# Punta Antonio
Punta Antonio är en udde i Antarktis. Den ligger på Livingston Island i Sydshetlandsöarna. Argentina, Chile och Storbritannien gör anspråk på området.
Terrängen inåt land är huvudsakligen platt, men söderut är den kuperad. Havet är nära Punta Antonio norrut. Trakten är obefolkad. Det finns inga samhällen i närheten.